# Jagjit Singh
Jagjit Singh (n. 8 de febrero de 1941 - f. 10 de octubre de 2011, Rajasthan), fue un cantante y compositor indio, también conocido popularmente como el "Rey de Ghazal", su estilo musical era melódica ancestral, ya que fusionaba con un estilo poético y nostálgico. Fue uno de los pioneros de la música hindi en modernizar su estilo musical con un carácter elitista, que hizo asimilar a la audiencia. Desde su debut en 1966, su prolífica discografía ha incluido a numerosos duetos entre ellas su esposa, Chitra Singh, también ha participado como cantante de playback o reproducción para 40 bandas sonoras en películas de Bollywood, al menos con 50 álbumes. Interpretó en diferentes idiomas del subcontinente, como el hindi, el urdu, el nepalí, bengalí, gujarati y punjabi.

## Vida y carrera
Jagjit Singh nació el 8 de febrero de 1941 en Sri Ganganagar, Bikaner estado principesco (ahora en Rajasthan), India. Su nombre de nacimiento era Jagmohan pero esto fue cambiado a Jagjit después de que sus padres buscaron el consejo de un miembro del Sikh Namdhari. Sus padres eran Sikh-Amar Singh y Bachan Kaur - y tuvo varios otros niños, con las fuentes de diversas reportar el número entre seis y once años.
Educado inicialmente a Khalsa High School y Universidad Gobierno de Sri Ganganagar, Singh obtuvo una licenciatura en artes de DAV Universidad de Jalandhar y luego un título de postgrado en Historia por la Universidad de Kurukshetra en Haryana. A lo largo de este tiempo, y como consecuencia de un talento natural que fue descubierta por su padre, Singh aprendió música en Gurdwaras (templos sij) y de músicos como Pandit Chaganlal Sharma y Ustad Jamaal Khan, quienes fueron capacitados en la música clásica de la India . Actuó en la radio y en el escenario, así como la composición de algunos materiales, aunque posteriormente afirmó que su padre, que era un empleado del gobierno, tenía la esperanza de que iba a convertirse en un ingeniero. En otra ocasión, su memoria era que su padre aspiraba para que se convierta en un burócrata y que sus hermanos fueron alentados musicalmente.
En marzo de 1965, y sin el conocimiento de su familia, Singh se trasladó a Mumbai, donde había muchas oportunidades para artistas de la música debido a la industria del cine de Bollywood. Obtuvo trabajo inicialmente como cantante de jingles publicitarios y posteriormente progresó a reproducir el canto. En el mismo año él persuadió la discográfica HMV para producir un EP; que también alteró su imagen Sikh abandonando su turbante, afeitarse y cortarse el pelo. Su primer papel en el cine fue en Dharati Na Chhoru, una producción Gujarati por Suresh Amin.

## Premios
- En 2003, Singh fue galardonado con el Padma Bhushan, en tercer lugar de la India más alta condecoración civil, por el Gobierno de la India. [5]
- En 1998, Jagjit Singh fue galardonado con premio de la Academia Sahitya, un premio literario en la India. Se le concedió este honor literario para la popularización de la obra de Mirza Ghalib.
- Sangeet Natak Premio de la Academia.
- Sahitya Kala Premio de la Academia por el Gobierno de Rajastán en 1998.
- Ghalib Academia por el Gobierno de Nueva Delhi en 2005.
- Dayavati Modi Premio.
- Lata Mangeshkar Samman en 1998 por Madhya Pradesh Gobierno.
- D. Litt. por la Universidad de Kurukshetra, Haryana en el año 2003.
- Maestro Lifetime Achievement Award en 2006.

## Filmografía
| Película                                   | Año  | Detalles |
| ------------------------------------------ | ---- | --- |
| Bahuroopi                                  | 1966 | "Laagi ram bhajan ni lagani" |
| Avishkaar                                  | 1974 | "Babul Mora Naihar" |
| Griha Pravesh                              | 1979 | |
| Ek Baar Kaho                               | 1980 | "Raakh Ke Dher Ne", "Phir Pukara Hai" |
| Prem Geet                                  | 1981 | "Hontho se chhoo lo tum" |
| Arth                                       | 1982 | "Jhuki Jhuki Si Nazar", "Koi Yeh Kaise Bataye", "Tere Khushboo Mein Base Khat", "Too Nahin To Zindagi Mein Aur Kya Reha Jayega", "Tum Itna Jo Muskura Rahe Ho" |
| Saath Saath                                | 1982 | "Pyar Mujh Se Jo Kiya Tumne", "Tum Ko Dekha To Yeh Khayal Aaya", "Yeh Bata De Mujhe Zindagi", "Yeh Tera Ghar Yeh Mera Ghar", "Yun Zindagi Ki Raah Mein"        |
| Sitam                                      | 1982 | |
| Kalka                                      | 1983 | |
| Tum Laut Aao                               | 1983 | |
| Zulf Ke Saye Saye                          | 1983 | "Nashili Raat Mein" |
| Ravan                                      | 1984 | "Hum to Yun Apni Zindagi Se Mile", "Main Gar Mein Chunariya"                                                                                                   |
| Bhavna                                     | 1984 | "Mere Dil Mein Tu Hi Tu Hai" |
| Phir Aayee Barsat                          | 1985 | "Na Mohabbat Na Dosti Ke Liye" |
| Aashiana                                   | 1986 | "Humsafar Ban Ke Hum" |
| Long Da Lishkara                           | 1986 | "Ishq Hai Loko", "Main Kandyali Thor Ve", "Sare Pindch Puare Paye"                                                                                             |
| Rahi                                       | 1987 | |
| Mirza Ghalib                               | 1988 | TV serial directed by Gulzar |
| Aakhri Kahani                              | 1989 | |
| Doosra Kanoon                              | 1989 | TV |
| Kaanoon Ki Awaaz                           | 1989 | |
| Billoo Badshah                             | 1989 | |
| Nargis                                     | 1992 | "Dono Ke Dil Hai Majboor Pyar Se", "Main Kasie Kahoon Janeman"                                                                                                 |
| Khalnayak                                  | 1993 | "O Maa Tujhe Salaam" |
| Neem Ka Ped                                | 1994 | TV serial ("Muunh ki baat sune har koii (Title Song)") |
| Khudai                                     | 1994 | "Din Aa Gaye Shabab Ke", "Ulfat Ka Jab Kisis Ne Liya Naam", "Ye Sheeshe Ye Rishte"                                                                             |
| Mammo                                      | 1994 | "Hazaar baar ruke ham, hazaar baar chale" |
| Hello Zindagi                              | 1995 | TV documentary ("Hai Lau Zindagi (Title Song)") |
| Dushman                                    | 1998 | "Chhitti Na Koi Sandesh" |
| Bhopal Express                             | 1999 | "Is duniya mein rakha kya hai" |
| Sarfarosh                                  | 1999 | "Hosh Walon Ko" |
| Heena                                      | 1999 | TV serial |
| Tarkieb                                    | 2000 | "Kiska Chehra ab mai dekhun" |
| Shaheed Udham Singh                        | 2000 | |
| Deham                                      | 2001 | "Yun To Guzar Raha Hai" |
| Tum Bin                                    | 2001 | "Koi Fariyaad" |
| Leela                                      | 2002 | "Dhuan Uttha Hai", "Jaag Ke Kati", "Jabse Kareeb Ho Ke Chale", "Tere Khayal Ki"                                                                                |
| Vadh                                       | 2002 | "Bahut Khoobsurat" |
| Dhoop                                      | 2003 | "Benaam Sa Ye Dard", "Har Ek Ghar Mein Diya", "Teri Aankhon Se Hi"                                                                                             |
| Joggers' Park                              | 2003 | "Badi Nazuk Hai" |
| Pinjar                                     | 2003 | "Haath choote" |
| Aapko Pehle Bhi Kahin Dekha Hai            | 2003 | "Aisi Aankhen Nahin Dekhi" |
| Veer-Zaara                                 | 2004 | "Tum paas aa rahe ho" |
| Aap Ko Dekh Kar Dekhta Reh Gaya            | 2005 | |
| Umar                                       | 2006 | "Khumari Chaddh Ke Utar Gayi" |
| Pyar Kare Dis : Feel The Power of Love     | 2007 | |
| Shahrukh Bola "Khoobsurat Hai Tu"          | 2010 | "Bhool Jaana" |
| Gandhi to Hitler                           | 2011 | "Har or tabahi ka manzar" |
| Khap                                       | 2011 | "Tumse Bichhad Kar" |
| Maharana Pratap: The First Freedom Fighter | 2012 | "Yaad Ayega" |

## Discografía
| - Aaeena (2000) - Aarogya Mantra (2008) - Adaa (1992) - Ae Mere Dil (1983) - A Journey (2000) - Akhand Ram Naam (2009) - A Milestone (1980) - Amritanjali (2009) - An Evening With Jagjit & Chitra Singh (Live) - A Sound Affair (1985) - Awaaz (2007) - Baba Sheikh Farid (Shabads & Shlokas- 2006) - Beyond Time (1987) - Best Of Jagjit & Chitra Singh (2005) - Bhajans (Lata-Jagjit -2004) - Bhajan Uphar (2008) - Biraha Da Sultan (1978) - Chahat (2004) - Chirag (Islamic Devotional- 1993) - Classics Forever (2000) - Close To My Heart (2003) - Come Alive in a Concert (1979) - Cry For CRY (1995) - Dard-E-Jigar (2011) - Desires (1994) - Different Strokes (2001) - Dil- Jagjit, Asha & Lata (2002) - Dil Kahin Hosh Kahin (1999) - Do Dil Do Rahein (A Tribute To Mehdi Hasan- 2007) - Echoes (1986) - Ecstasies (1984) - Emotions (1989) - Encore - Essential Chants Of Shiva (2006) - Eternity (1978) - Face To Face (1994) - Forever (2002) - Forget Me Not (2002) - Gayatri Mantra (2008) - Ghazals from Films (1989) - Golden Moments (1999) - Góvardhan Giridhari (2011) - Guru Govind Singh (1998) - Hare Krishna (Live) - Hari Om Tatsat (2003) - Harmony - Hey Govind Hey Gopal (1991) - Hey Ram (Ram Dhun) - Hare Ram Hare Krishna (1999) - Hope (1991) - In Search (1992) - In Sight (1994) - In Sync- Jagjit Singh & Asha Bhonsle - Inteha (2009) - Jaam Utha(1999) - Jai Raghunandan Jai Siyaram (2002) - Jai Siya Ram (2000) - Jazbaat (2008) - Jeevan Kya Hai (2005) - Jeevan Maran Chhe Ek (Gujrati) - Kabir (2007) - Kahkanshan (T.V. Serial- 1991-92) - Karuna (2007) - Keertan (Gurbani- 2000) - Khamoshi (2002) - Khumar - Khwahish (2002) - Krishna (1983) - Krishna Bhajans (1998) - Koi Baat Chale (2006) - Krishna Bhajans And Music For Divine Meditation (2009) - Krishna Dhun | - Live In Concert (1988) - Live In Concert At The Wembley (1980) - Live In Pakistan (1979) - Live In Royal Albert Hall (1983) - Live In Sydney (2006) - Life Story (Live- 2001) - Live With Jagjit & Chitra Singh - Live With Jagjit Singh (1993) - Love - Love Is Blind (1998) - Maa (1993) - Madho Hum Aise Tu Aisa (2003) - Madhusudana- Shree Krishna Dhun (2011) - Magic Moments - Main Aur Meri Tanhai (1981) - Man Jeetey Jagjit (1990) - Man Mein Ram Basa Le - Marasim (1999) - Mara Ghatma Shrinathji (2007) - Mehfil (1990) - Melodious Pair - Memorable Concert (Live) - Memorable Ghazals of Jagjit and Chitra (1990) - Mirage (1995) - Mirza Ghalib (T.V. Serial- 1988) - Mitr Pyaare Nu (2005) - Moksha (2005) - Morning Prayers And Music For Divine Meditation (2009) - Muntzir (2004) - Nayi Disha (1999) - Nivedan (2011) - Om- The Divine Mantra (2007) - Parwaaz (live At The Esplanade, Singapore- 2004) - Passions (1987) - Phaldata Ganesh: God Who Fufills Wishes (2006) - Playback Years - Pray For India - Punjabi Hits- Jagjit & Chitra Singh - Radhey Krishna Radhey Shyam (2000) - Radhey Krishna Dhun - Rare Gems (1992) - Rare Moments - Ravayat - Rishton Mein Darar Aayi - Romance - Royal Salute - Saanwara (2003) - Saher (2000) - Sai Dhun (2005) - Sajda (1991) - Samvedna (2002) - Samyog (Nepali) - Shiva (Dhuns and Bhajans- 2005) - Shri Ganesha (2010) - Shukrana (2011) - Silsilay (1998) - Solid Gold (2001) - Someone Somewhere (1990) - Soz (2001) - Stolen Moments - Tera Bayaan Ghalib (2012) - The Inimitable Ghazals Composed by Jagjit Singh (1996) - The Latest (1982) - The Life And Times of Jagjit Singh (2011) - The Unforgettables (1976) - Together - Trishna (Bengali-2001) - Tum Toh Nahin Ho (2005) - Unique (1996) - Vakratunda Mahakaya (2006) - Visions (1992) - Your Choice (1993) |